# Saint-Bernard, Haut-Rhin
Saint-Bernard là một xã ở tỉnh Haut-Rhin trong vùng Grand Est ở đông bắc Pháp. Xã này có diện tích 6,04 km², dân số năm 1999 là 466 người. Khu vực này có độ cao 275 mét trên mực nước biển.